# 毛脉蛇根草
毛脉蛇根草（学名：Ophiorrhiza alatiflora var. trichoneura）为茜草科蛇根草属下的一个变种。

## 扩展阅读
- 維基物種上的相關：毛脉蛇根草